# Toyo Tire Corporation
Toyo Tire Corporation — японский производитель шин. Штаб-квартира располагается в городе Итами префектуры Хиого. Крупнейшим акционером является Mitsubishi Corporation (20 %).

## История
Компания Toyo Tire & Rubber Co., Ltd. была создана в августе 1945 года слиянием Hirano Rubber Manufacturing Inc. с Toyo Rubber Industrial Co., Ltd. В мае 1955 года компания разместила свои акции на Токийской фондовой бирже. В июле 1966 года было создано торговое представительство в США.
В феврале 1974 года была куплена австралийская компания Vaculug Australia. В следующем году при участии Mitsubishi Corporation в Германии было открыто европейское торговое представительство.
В октябре 1996 года была поглощена других японская компания, Ryoto Tire Co., Ltd. В июне 2004 года началось производство шин на новом заводе компании в штате Джорджия (США). Завод в китайской провинции Цзянсу был открыт в апреле 2010 года. В декабре того же года была куплена малайзийская компания Silverstone Berhad.
В конце 2013 года штаб-квартира была перенесена из Осаки в Итами. В начале 2019 года название компании было изменено на Toyo Tire Corporation.
В июле 2019 года Александр Вучич сообщил, что в городе Инджия (Сербия) будет построен новый завод Toyo, под его строительство сербские власти выделили участок площадью 600 000 м2. Завод начал работу в июле 2022 года.

## Деятельность
Бизнес компании сосредоточен в двух основных сегментах: производство шин и производство других автокомплектующих из резины, на шины приходится 89 % выручки.
Основным рынком сбыта для компании являются США, на них приходится 49 % продаж, на Японию — 27 %.
География заводов Toyo Tire:
- Kuwana Tire Plant (город Кувана, префектура Миэ, Япония).
- Sendai Tire Plant (город Иванума, префектура Мияги, Япония).
- Malaysia Tire Plant (город Камунтинг, штат Перак, Малайзия).
- US Tire Plant (город Уайт, штат Джорджия, США).
- Zhangjiagang Plant (городской уезд Чжанцзяган, провинция Цзянсу, Китай).